# Wybory parlamentarne na Nauru w 2010 roku (kwiecień)
Wybory parlamentarne na Nauru odbyły się 24 kwietnia 2010. Rozpisane o rok wcześniej w stosunku do terminu konstytucyjnego, zakończyły się reelekcją wszystkich dotychczasowych deputowanych.
Równy podział mandatów między dwa przeciwstawne bloki doprowadził do kilkutygodniowego kryzysu politycznego, w czasie którego powołany parlament nie był w stanie dokonać elekcji nowego szefa państwa. Z tego powodu Marcus Stephen 11 czerwca 2010 rozwiązał parlament i zarządził powtórne wybory parlamentarne na 19 czerwca 2010.

## Organizacja wyborów
Parlament Nauru składa się z 18 deputowanych wybieranych na 3-letnią kadencję. Po każdych wyborach parlament dokonuje wyboru nowego szefa państwa. Poprzednie wybory parlamentarne odbyły się w kwietniu 2008. W ich wyniku z izbie zasiadło 18 bezpartyjnych deputowanych, jako że na wyspie nie istnieją formalne partie polityczne, a polityka opiera się na doraźnych sojuszach i nieformalnych koalicjach. Parlament wybrał na szefa państwa urzędującego prezydenta Marcusa Stephena. 
16 marca 2010 prezydent Stephen rozwiązał parlament, co oznaczało konieczność przeprowadzenia wcześniejszych wyborów. 22 marca przewodniczący parlamentu zarządził ich organizację na dzień 24 kwietnia 2010. Powodem decyzji prezydenta był istniejący konflikt polityczny i rozkład głosów w parlamencie utrudniający rządzenie krajem. W skład izby wchodziło 9 zwolenników administracji prezydenta i 9 jej przeciwników. Parlament kilkakrotnie wysuwał wotum nieufności wobec rządu Stephena. Ostatnie z nich zostało odrzucone przez izbę w marcu 2010.
O 18 mandatów rywalizowało 86 kandydatów, w tym 8 kobiet.

## System głosowania
W czasie wyborów stosowany był system głosowania preferencyjnego, w którym elektorat głosuje na kandydatów w ich okręgach wyborczych w kolejności preferencji. Pierwszy głos w tym systemie liczy się jako jeden cały (1), drugi jako pół (0,50) głosu trzeci jako jedna trzecia (0,33) itd. Podane tu liczby są sumą wartości uzyskanych przez każdego kandydata. Całkowita wartość głosów oddanych w każdym okręgu wyborczym stanowi zatem liczbę całych głosów, połówek, trzecich części, ćwiartek itd. – odpowiednio do liczby kandydatów w danym okręgu. Specyfiką metody Bordy (rodzaj ordynacji preferencyjnej), którą zastosowano na Nauru, jest to, że wyborca musi wypełnić wszystkie pola – inaczej głos jest nieważny. Obywatele głosowali w siedmiu dwumandatowych okręgach wyborczych oraz jednym okręgu czteromandatowym.

## Wyniki i sytuacja po wyborach
Wybory z kwietnia 2010 nie zmieniły sytuacji na scenie politycznej, gdyż w ich wyniku mandat uzyskali wszyscy deputowani zasiadający wcześniej w parlamencie. Parlament na pierwszym posiedzeniu 27 kwietnia 2010 nie zdołał wybrać swojego przewodniczącego. Również 29 kwietnia nie zdołano dokonać wyboru, co uniemożliwiło w dalszej kolejności wybór nowego szefa państwa.
Wyniki wyborów i równy podział mandatów doprowadziły do trwającego kilka tygodni kryzysu politycznego. Dopiero na szóstym posiedzeniu 13 maja 2010 parlament wybrał Godfreya Thomę na stanowisko przewodniczącego izby. Thoma zaproponował wówczas rozwiązanie parlamentu, a gdy jego wniosek został odrzucony przez rząd, 18 maja 2010 zrezygnował ze stanowiska. 1 czerwca 2010 nowym przewodniczącym parlamentu został wybrany Dominic Tabuna. Mimo to parlament dalej nie był w stanie dokonać elekcji nowego szefa państwa. Po dwóch nieudanych próbach Tabuna zrezygnował ze stanowiska 4 czerwca 2010.
W sumie w ciągu 7 tygodni parlament zbierał się 14 razy. W sytuacji przeciągającego się kryzysu 11 czerwca 2010 Marcus Stephen, wykonujący obowiązki prezydenta do czasu wyboru nowej głowy państwa, po raz kolejny rozwiązał parlament i zarządził nowe wybory parlamentarne na 19 czerwca 2010. Decyzję uzasadniał potrzebą wyboru władz posiadających pełny mandat wyborczy oraz niekorzystnymi następstwami przeciągającego się kryzysu dla gospodarki, stabilności społecznej i międzynarodowego wizerunku wyspy.

## Afera Getax

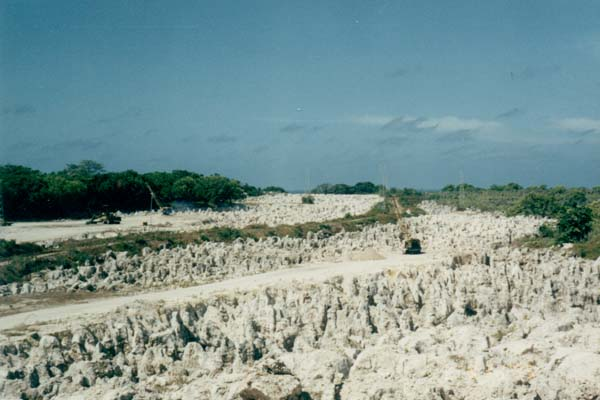
Wydobycie fosforytów na Nauru

W październiku 2010, za sprawą publikacji w australijskiej gazecie The Australian, do opinii publicznej dotarły informacje na temat tzw. afery Getax. Australijska firma Getax, zdaniem prezydenta Marcusa Stephena i innych jego współpracowników, miała poprzez swoją działalność i korupcję ingerować w sprawy polityczne Nauru, w tym przyczynić się do rozpisania wcześniejszych wyborów parlamentarnych w kwietniu 2010. Według prezydenta, firma, która była jednym z głównych nabywców nauruańskich fosforytów złożyła jego administracji ofertę pożyczki w wysokości 25 mln dolarów australijskich z oprocentowaniem wynoszącym 15%. Rząd miał odrzucić ofertę, obawiając się, że w przypadku niesprostania spłacie zobowiązań, Getax mógłby przejąć kontrolę nad krajowymi złożami fosforanów. 
W styczniu 2010, już po odrzuceniu propozycji pożyczki przez nauruański rząd, firma opłaciła dwutygodniową podróż do Singapuru jedenastu członkom parlamentu Nauru, wśród których znajdowali się deputowani opozycyjni, jak również ci popierający rząd Stephena. Według relacji gazety, w czasie podróży parlamentarzyści zamieszkali w ekskluzywnym hotelu, korzystając z wielu usług i dokonując kosztownych zakupów. Po powrocie, trzech deputowanych popierających dotychczas rząd przeszło do szeregów opozycji, co doprowadziło do chwiejnej równowagi w parlamencie, w którym zarówno opozycja, jak i rządzący mieli po 9 zwolenników. Sytuacja taka i próby obalenia gabinetu stały się ostatecznie powodem rozpisania przez prezydenta wcześniejszych wyborów. 
Zdaniem administracji Stephena, Getax skorumpował członków parlamentu i dążył do obalenia dotychczasowego, nieprzychylnego mu rządu. Poza opłaconą wycieczką zagranicę firma miała przekazywać deputowanym znaczne sumy pieniędzy. Prezydent i dziennikarze dotarli do dokumentów potwierdzających kosztowne zakupy dokonywane przez nich, znacznie przekraczające ich wpływy finansowe z oficjalnych źródeł dochodu oraz dokumentów świadczących o kupowaniu głosów wyborców w czasie kampanii poprzez przekazywanie im bezpośrednio gotówki bądź dóbr materialnych, o czym miały też świadczyć relacje mieszkańców. Zarówno Getax, jak i parlamentarzyści zaprzeczyli wysuwanym oskarżeniom. 
Prezydent zwrócił się do australijskich władz z wnioskiem o rozpoczęcie dochodzenia w sprawie, w rezultacie czego australijska policja federalna (Australian Federal Police) przeprowadziła trwające kilkanaście miesięcy śledztwo. Nie doprowadziło ono jednak do postawienia jakichkolwiek zarzutów czy zatrzymań i zostało zamknięte we wrześniu 2011.

## Szczegółowe wyniki wyborów

### Aiwo

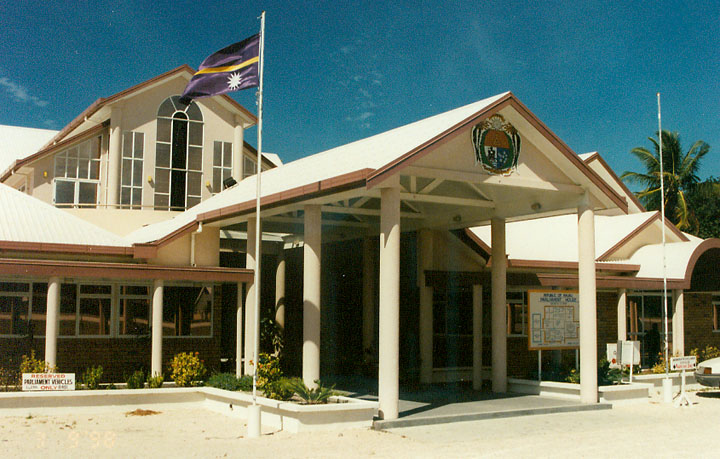
Budynek Parlamentu Nauru

O miejsca w parlamencie ubiegało się 5 kandydatów. Zwyciężył Godfrey Thoma przed Dantesem Tsitsi. Oddano 580 głosów, z których 572 były ważne, 8 było nieważnych.
| Miejsce | Kandydat             | Wartość głosów | Źródło |
| ------- | -------------------- | -------------- | ------ |
| 1       | Godfrey Awaire Thoma | 284,433        | [ 16 ] |
| 2       | Dantes Ingin Tsitsi  | 282,983        | [ 16 ] |
| 3       | Milton Ross Dube     | 256,583        | [ 16 ] |
| 4       | Aaron Stein Cook     | 255,783        | [ 16 ] |
| 5       | Preston Jovani Thoma | 226,283        | [ 16 ] |

### Anabar
O miejsca w parlamencie ubiegało się 11 kandydatów. Zwyciężył Ludwig Scotty przed Riddellem Akuą. Oddano 541 głosów, z których 525 były ważne, natomiast 16 było nieważnych.
| Miejsce | Kandydat                  | Wartość głosów | Źródło |
| ------- | ------------------------- | -------------- | ------ |
| 1       | Ludwig Derangadage Scotty | 268,525        | [ 17 ] |
| 2       | Michael Riddell Akua      | 216,436        | [ 17 ] |
| 3       | Tyrone Deiye              | 191,210        | [ 17 ] |
| 4       | Jeb Nobob Bop             | 119,785        | [ 17 ] |
| 5       | Johnny Panser Olsson      | 119,561        | [ 17 ] |
| 6       | Melissa Neirina Ika       | 119,275        | [ 17 ] |
| 7       | Nicholas Yanaw Duburiya   | 114,627        | [ 17 ] |
| 8       | David Peter Gadaroa       | 111,126        | [ 17 ] |
| 9       | David Aingimea            | 102,582        | [ 17 ] |
| 10      | Espen Jubal Fritz         | 97,003         | [ 17 ] |
| 11      | Vincent Scotty            | 92,352         | [ 17 ] |

### Anetan
O miejsca w parlamencie ubiegało się 6 kandydatów. Zwyciężył Marcus Stephen przed Landonem Deirerageą. Oddano 543 głosy, z których 531 było ważnych, natomiast 12 było nieważnych.
| Miejsce | Kandydat               | Wartość głosów | Źródło |
| ------- | ---------------------- | -------------- | ------ |
| 1       | Marcus Ajemada Stephen | 355,436        | [ 18 ] |
| 2       | Landon Deireragea      | 277,474        | [ 18 ] |
| 3       | Cyril Buramen          | 255,640        | [ 18 ] |
| 4       | Remy Gerard Namaduk    | 199,674        | [ 18 ] |
| 5       | Cheyenne Timothy Ika   | 193,581        | [ 18 ] |
| 6       | Creiden Fritz          | 176,407        | [ 18 ] |

### Boe

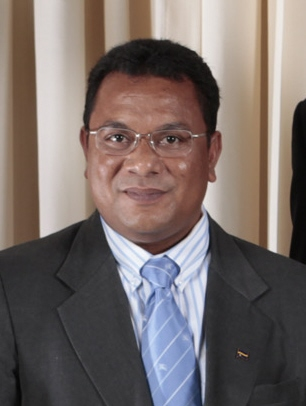
Marcus Stephen, parlamentarzysta z okręgu Anetan oraz ówczesny prezydent

O miejsca w parlamencie ubiegało się 9 kandydatów. Zwyciężył Baron Waqa przed Mathew Batsiuą. Oddano 541 głosów, z których 533 były ważne, natomiast 8 było nieważnych.
| Miejsce | Kandydat                | Wartość głosów | Źródło |
| ------- | ----------------------- | -------------- | ------ |
| 1       | Baron Divavesi Waqa     | 245,466        | [ 19 ] |
| 2       | Mathew Jansen Batsiua   | 244,570        | [ 19 ] |
| 3       | Vollmer Mercury Appi    | 183,651        | [ 19 ] |
| 4       | Abraham Aremwa          | 173,416        | [ 19 ] |
| 5       | Joy Edith Heine         | 149,674        | [ 19 ] |
| 6       | Kinza Godrey Clodumar   | 146,555        | [ 19 ] |
| 7       | Bryan Tetanko Star      | 146,083        | [ 19 ] |
| 8       | Dale Richard Cecil      | 110,142        | [ 19 ] |
| 9       | Morgan El–Grico Solomon | 108,311        | [ 19 ] |

### Buada
O miejsca w parlamencie ubiegało się 8 kandydatów. Zwyciężył Roland Kun przed Shadlogiem Bernicke. Oddano 506 głosów, z których 500 były ważnych, natomiast 6 było nieważnych.
| Miejsce | Kandydat                | Wartość głosów | Źródło |
| ------- | ----------------------- | -------------- | ------ |
| 1       | Roland Tulen Kun        | 255,531        | [ 21 ] |
| 2       | Shadlog Armait Bernicke | 238,610        | [ 21 ] |
| 3       | Vinson Franco Detenamo  | 174,631        | [ 21 ] |
| 4       | Alexander Stephen       | 154,076        | [ 21 ] |
| 5       | Arrow Juliante Depaun   | 144,806        | [ 21 ] |
| 6       | Lyn Terangi Adam        | 142,565        | [ 21 ] |
| 7       | Sean Halstead           | 129,568        | [ 21 ] |
| 8       | Elchen Anabella Solomon | 119,136        | [ 21 ] |

### Meneng
O miejsca w parlamencie ubiegało się 15 kandydatów. Zwyciężył Rykers Solomon przed Sprentem Dabwido. Oddano 856 głosów, z których 808 było ważnych, natomiast 48 było nieważnych.
| Miejsce | Kandydat                      | Wartość głosów | Źródło |
| ------- | ----------------------------- | -------------- | ------ |
| 1       | Rykers "Ryke" Solomon         | 312,714        | [ 22 ] |
| 2       | Sprent Jared Dabwido          | 283,346        | [ 22 ] |
| 3       | Tawaki Lyn–Wannan Kam         | 221,761        | [ 22 ] |
| 4       | Doneke Jim Benedict Kepae     | 211,810        | [ 22 ] |
| 5       | Elvin Squire Brechtefeld      | 207,078        | [ 22 ] |
| 6       | David Russell Daoe            | 168,234        | [ 22 ] |
| 7       | Alvin Harris                  | 166,914        | [ 22 ] |
| 8       | James Degangan Bop            | 155,870        | [ 22 ] |
| 9       | Rick Daoe                     | 147,344        | [ 22 ] |
| 10      | Davey Roxen Debagabene Agadio | 144,354        | [ 22 ] |
| 11      | Darlyne Faith Harris          | 143,638        | [ 22 ] |
| 12      | Simpson Arthur Simon          | 134,687        | [ 22 ] |
| 13      | Linko Jereco Jeremiah         | 131,396        | [ 22 ] |
| 14      | Dogabe Abner Jeremiah         | 130,296        | [ 22 ] |
| 15      | Jesiel De Gauli Jeremiah      | 121,688        | [ 22 ] |

### Ubenide
O miejsca w parlamencie ubiegało się 22 kandydatów. Największą wartość głosów osiągnął David Adeang. Kolejnymi kandydatami, którzy zachowali mandat byli: Frederick Pitcher, Valdon Dowiyogo i Aloysius Amwano. Oddano 1126 głosów, z których 1047 było ważnych, natomiast 79 było nieważnych.
| Miejsce | Kandydat                      | Wartość głosów | Źródło |
| ------- | ----------------------------- | -------------- | ------ |
| 1       | David Waiau Adeang            | 355,162        | [ 23 ] |
| 2       | Frederick William Pitcher     | 313,199        | [ 23 ] |
| 3       | Valdon Stanley Kape Dowiyogo  | 304,881        | [ 23 ] |
| 4       | Aloysius "Ali" Iyomogo Amwano | 257,967        | [ 23 ] |
| 5       | Julian Itsimaera              | 212,316        | [ 23 ] |
| 6       | Ranin Akua                    | 196,876        | [ 23 ] |
| 7       | Maria Gaiyabu                 | 189,385        | [ 23 ] |
| 8       | Greta Diva Harris             | 189,069        | [ 23 ] |
| 9       | George Giovanni Gioura        | 177,318        | [ 23 ] |
| 10      | Vyko Pentax Adeang            | 171,666        | [ 23 ] |
| 11      | Fabian Dominic Ribauw         | 165,503        | [ 23 ] |
| 12      | Chet Hardy Tatum              | 157,865        | [ 23 ] |
| 13      | Bernadette Eimiriken Aliklik  | 143,988        | [ 23 ] |
| 14      | Renos Renige Agege            | 132,126        | [ 23 ] |
| 15      | Anthony Roteb Garabwan        | 129,091        | [ 23 ] |
| 16      | Joseph Laben Hiram            | 118,893        | [ 23 ] |
| 17      | Ransom Fidelis Olsson         | 117,408        | [ 23 ] |
| 18      | Skipper Diovanni Hiram        | 113,075        | [ 23 ] |
| 19      | Knox Tulensru Tulenoa         | 111,805        | [ 23 ] |
| 20      | Cameron Valentino Tatum       | 103,441        | [ 23 ] |
| 21      | Walton Deigirimout Doguape    | 102,311        | [ 23 ] |
| 22      | Darnard Dongobir              | 100,935        | [ 23 ] |

### Yaren
O miejsca w parlamencie ubiegało się 9 kandydatów. Zwyciężył Dominic Tabuna przed Kierenem Keke. Oddano 409 głosów, z których 401 było ważnych, natomiast 8 było nieważnych.
| Miejsce | Kandydat                    | Wartość głosów | Źródło |
| ------- | --------------------------- | -------------- | ------ |
| 1       | Dominic Joselito Tabuna     | 208,267        | [ 24 ] |
| 2       | Kieren Aedogan Keke         | 203,009        | [ 24 ] |
| 3       | Charmaine Eraidinomo Scotty | 185,754        | [ 24 ] |
| 4       | Pres-Nimes Ekwona           | 110,948        | [ 24 ] |
| 5       | Andrew James Kaierua        | 96,532         | [ 24 ] |
| 6       | Brian Amwano                | 85,693         | [ 24 ] |
| 7       | John Daigon Panen Julius    | 84,542         | [ 24 ] |
| 8       | Morde Moses Alexius Neneiya | 82,236         | [ 24 ] |
| 9       | Johnny Taumea Agadio        | 77,618         | [ 24 ] |